# 阿普273
阿普273是位於仙女座的一對交互作用星系，距離我們有3億光年之遙。它在1966年首度被赫頓·阿普在1966年首度描述了這一對星系，並收錄在他編輯的《特殊星系圖集》內。較大的螺旋星系是UGC 1810，相比於較小的星系，質量大了5倍。星系盤面受到下面稱為UGC 1813的伴星系引力扭曲，形成玫瑰狀的形狀。較小的星系在其核心上的活動，顯示出明顯的恆星形成跡象，因此它被認為實際上已經通過較大的星系。

## 其他图片
- Image with information of scale & compass location  （页面存档备份，存于） 于2011年9月20日拍摄

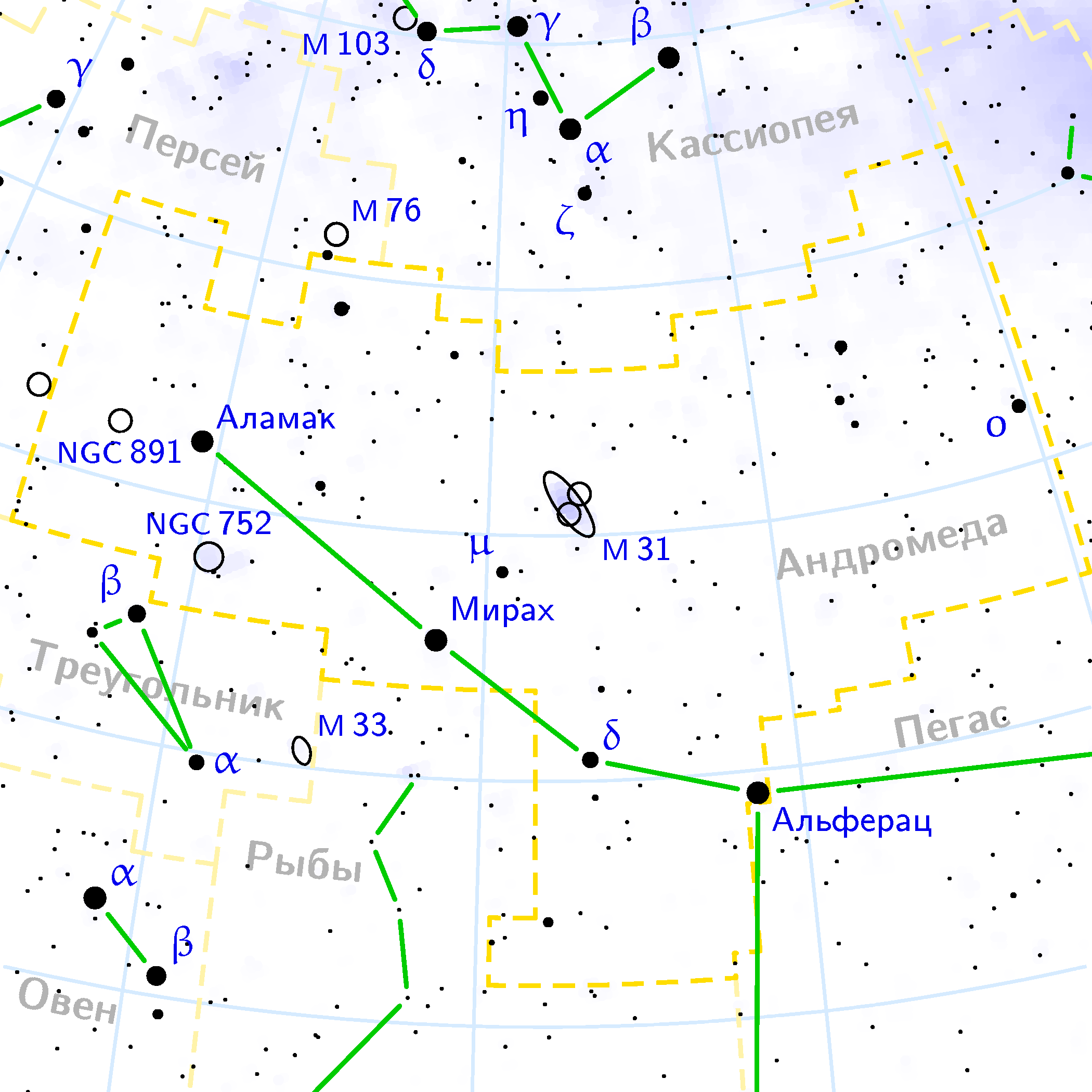
阿普273星系在仙女座的位置